# Шиклош, Альберт
А́льберт Ши́клош (венг. Siklós Albert, настоящая фамилия Шёнвальд, нем. Schönwald; 26 июня 1878, Будапешт — 3 апреля 1942, там же) — венгерский композитор и музыкальный педагог еврейского происхождения.

## Биография
С семи лет занимался на фортепиано, в 13-летнем возрасте взялся за виолончель. С 1895 года начал преподавать в музыкальном училище, в 1896 году закончил первую симфонию и концерт для виолончели с оркестром. Композицию изучал в Будапештской музыкальной академии у Ганса фон Кёсслера. В 1905—1919 годах преподавал в музыкальном училище Эрнё Фодора, с 1910 года в музыкальной академии, с 1918 года руководил там одним из двух классов композиции. Среди его учеников, в частности, Джордж Шолти, Ференц Фаркаш, Лайош Бардош, Иван Патачич, Эндре Сервански, Режё Шугар и др.
Композиторское наследие Шиклоша включает оперу «Лунный дом» (венг. A hónapok háza, постановка 1927), балет «Зеркало» (венг. A tükör, постановка 1923 г.), 2 симфонии (1896, 1901), увертюры, сюиты, камерную музыку. Раннее творчество Шиклоша лежит в русле брамсовской романтической традиции, более позднее обнаруживает эволюцию под воздействием Рихарда Штрауса с одной стороны и Клода Дебюсси с другой. В 1923 году он подготовил и опубликовал «Музыкальный словарь».